# Drew Eubanks
Drew Eubanks (Starkville, 1 de fevereiro de 1997) é um jogador norte-americano de basquete profissional que atualmente joga no Los Angeles Clippers da National Basketball Association (NBA).
Ele jogou basquete universitário em Oregon State.

## Primeiros anos
Eubanks nasceu em Starkville, Mississippi e viveu em Louisville, Mississippi, antes de se mudar para Troutdale, Oregon, aos 2 anos.

## Carreira universitária
Eubanks jogou por Oregon State da Conferência Pac-12. Ele foi classificado como um recruta de 4 estrelas que foi classificado como o número 1 no estado de Oregon e rejeitou as ofertas de Cal, Gonzaga, Oregon e outros.
Em seu segundo ano, Eubanks teve médias de 14,5 pontos, 8,3 rebotes e 2,2 bloqueios cem um time que venceu cinco jogos. Em sua terceira temporada, Eubanks teve médias de 13,2 pontos, 6,8 rebotes e 1,7 bloqueios. Ele se declarou para o Draft da NBA de 2018 após a temporada, abrindo mão de sua última temporada de elegibilidade universitária.

## Carreira profissional

### San Antonio Spurs (2018–2022)
Depois de não ter sido selecionado no draft da NBA de 2018, Eubanks assinou com o San Antonio Spurs para jogar na Summer League. Em 17 de setembro de 2018, Eubanks assinou um contrato bilateral com o San Antonio Spurs. Ele fez sua estreia na NBA em 20 de outubro de 2018, em uma derrota por 108-121 contra o Portland Trail Blazers, jogando três minutos e meio e marcando dois pontos.
Em 24 de novembro de 2020, Eubanks voltou a assinar com os Spurs.
Em 10 de fevereiro de 2022, Eubanks, Thaddeus Young e uma escolha de segunda rodada do draft de 2022 foram negociados com o Toronto Raptors em troca de Goran Dragić e uma seleção de primeira rodada do draft de 2022. Ele foi posteriormente dispensado.

### Portland Trail Blazers (2022–2023)
Em 22 de fevereiro de 2022, Eubanks assinou um contrato de 10 dias com o Portland Trail Blazers. Ele assinou um segundo contrato de 10 dias em 4 de março, um terceiro em 14 de março e um quarto em 24 de março. Em 3 de abril, ele assinou um contrato pelo resto da temporada.
Em 7 de julho de 2022, os Trail Blazers assinaram um contrato de 1 ano e US$1.9 milhões com Eubanks.

### Phoenix Suns (2023–2024)
Em 4 de julho de 2023, Eubanks assinou um contrato de 2 anos e US$ 5 milhões com o Phoenix Suns. Depois de estrear com os Suns em 24 de outubro, a NBA anunciou em 25 de outubro que os Suns perderam uma das escolhas de segunda rodada às quais tinha direito no draft da NBA de 2024 devido ao contato com Eubanks antes do início do período de agência livre de 2023.
Em 14 de fevereiro de 2024, Eubanks levou um soco no rosto de Isaiah Stewart do Detroit Pistons horas antes do jogo entre as duas equipes no Footprint Center começar. Apesar do soco, Eubanks ainda jogaria pelos Suns naquela noite, registrando 6 pontos e 6 rebotes em 18 minutos na vitória por 116–100.
Em 21 de junho de 2024, Eubanks recusou sua opção de jogador de US$ 2,6 milhões com o Suns entrando na agência livre.

### Utah Jazz (2024–Presente)
Em 13 de agosto de 2024, Eubanks assinou um contrato de 2 anos de US$10 milhões com o Utah Jazz.

## Estatísticas da carreira

### NBA

#### Temporada regular
| Ano      | Equipe      | PJ  | PT | MPJ  | AP   | 3P    | LL   | RT  | AS  | BR | TO  | PPJ  |
| -------- | ----------- | --- | -- | ---- | ---- | ----- | ---- | --- | --- | -- | --- | ---- |
| 2018–19  | San Antonio | 23  | 0  | 4.9  | .577 | —     | .846 | 1.5 | .3  | .1 | .2  | 1.8  |
| 2019–20  | San Antonio | 22  | 3  | 12.4 | .642 | 1.000 | .769 | 3.9 | .7  | .2 | .8  | 4.9  |
| 2020–21  | San Antonio | 54  | 3  | 14.0 | .566 | 1.000 | .726 | 4.5 | .8  | .3 | .9  | 5.8  |
| 2021–22  | San Antonio | 49  | 9  | 12.1 | .528 | .125  | .747 | 4.0 | 1.0 | .3 | .6  | 4.7  |
| 2021–22  | Portland    | 22  | 22 | 29.5 | .646 | .267  | .784 | 8.5 | 1.6 | .8 | .5  | 14.5 |
| 2022–23  | Portland    | 78  | 28 | 20.3 | .641 | .389  | .664 | 5.4 | 1.3 | .5 | 1.3 | 6.6  |
| 2023–24  | Phoenix     | 75  | 6  | 15.6 | .601 | 1.000 | .774 | 4.3 | .8  | .4 | .8  | 5.1  |
| Carreira | Carreira    | 323 | 71 | 15.5 | .600 | .630  | .758 | 4.5 | .9  | .3 | .7  | 6.2  |

#### Play-In
| Ano  | Equipe      | PJ | PT | MPJ | AP | 3P | LL | RT | AS | BR | TO | PPJ |
| ---- | ----------- | -- | -- | --- | -- | -- | -- | -- | -- | -- | -- | --- |
| 2021 | San Antonio | 1  | 0  | 2.9 | —  | —  | —  | .0 | .0 | .0 | .0 | .0  |

#### Playoffs
| Ano  | Equipe  | PJ | PT | MPJ  | AP   | 3P | LL    | RT  | AS | BR | TO | PPJ |
| ---- | ------- | -- | -- | ---- | ---- | -- | ----- | --- | -- | -- | -- | --- |
| 2024 | Phoenix | 3  | 0  | 12.5 | .583 | —  | 1.000 | 1.3 | .0 | .7 | .3 | 5.7 |

### G-League
| Ano      | Equipe   | PJ | PT | MPJ  | AP   | 3P   | LL   | RT  | AS  | BR  | TO  | PPJ  |
| -------- | -------- | -- | -- | ---- | ---- | ---- | ---- | --- | --- | --- | --- | ---- |
| 2018-19  | Austin   | 32 | 32 | 25.0 | .648 | .000 | .809 | 7.8 | 1.3 | .5  | 2.6 | 16.3 |
| 2019-20  | Austin   | 22 | 14 | 23.3 | .621 | .000 | .754 | 6.2 | 1.5 | 1.0 | 1.5 | 15.9 |
| Carreira | Carreira | 54 | 46 | 24.1 | .634 | .000 | .781 | 7.0 | 1.4 | .7  | 2.0 | 16.1 |

### Universitário
| Ano      | Equipe       | PJ | PT | MPJ  | AP   | LL   | RT  | AS  | BR | TO  | PPJ  |
| -------- | ------------ | -- | -- | ---- | ---- | ---- | --- | --- | -- | --- | ---- |
| 2015-16  | Oregon State | 32 | 30 | 21.4 | .580 | .635 | 4.6 | .4  | .4 | 1.2 | 7.6  |
| 2016-17  | Oregon State | 32 | 32 | 32.1 | .587 | .712 | 8.3 | 1.2 | .6 | 2.2 | 14.5 |
| 2017-18  | Oregon State | 32 | 32 | 31.3 | .624 | .701 | 6.8 | 1.1 | .5 | 1.7 | 13.2 |
| Carreira | Carreira     | 96 | 94 | 28.2 | .597 | .682 | 6.5 | .9  | .5 | 1.7 | 11.7 |

Fonte: